# Заячий-Холм
Заячий-Холм — село в Гаврилов-Ямском районе Ярославской области России. Административный центр Заячье-Холмского сельского округа и Заячье-Холмского сельского поселения в целом.

## География
Село находится в юго-восточной части области, в зоне хвойно-широколиственных лесов, при автодороге 78К-0006, на расстоянии примерно 8 километров (по прямой) к северо-востоку от города Гаврилов-Ям, административного центра района. Абсолютная высота — 147 метров над уровнем моря.

### Климат
Климат характеризуется как умеренно континентальный, с умеренно холодной зимой и относительно тёплым летом. Среднегодовая температура воздуха — 3 — 3,5 °C. Средняя температура воздуха самого холодного месяца (января) — −13,3 °C; самого тёплого месяца (июля) — 18 °C. Вегетационный период длится около 165—170 дней. Годовое количество атмосферных осадков составляет 500—600 мм, из которых большая часть выпадает в тёплый период.

## История
Каменный одноглавый храм с ярусной колокольней в селе был построен в 1814 году на средства помещика Николая Ивановича Хомутова. Престолов было три: во имя Казанской иконы Божией Матери; во имя святителя Николая, архиепископа Мир Ликийских, чудотворца; во имя святителя Алексия, митрополита Московского и всея Руси. При храме была церковно-приходская школа.
В конце XIX — начале XX века село входило в состав Еремеевской волости Ярославского уезда Ярославской губернии.
С 1929 года село являлось центром Заячье-Холмского сельсовета Гаврилов-Ямского района, с 2005 года — центр Заячье-Холмского сельского поселения.

## Население
| 1859 | 2007 | 2010 |
| ---- | ---- | ---- |
| 276  | ↗311 | ↘265 |

### Национальный состав
Согласно результатам переписи 2002 года, в национальной структуре населения русские составляли 88 % из 269 чел.

## Достопримечательности
В селе расположена действующая Церковь Казанской иконы Божией Матери (1814).